# O Fantástico Corpo Humano
O Fantástico Corpo Humano é uma exposição mundial passada por mais de 40 países e vista por 20 milhões de pessoas, e reconhecida polemicamente por usar corpos reais de cadáveres. A exposição foi criada na década de 1970 na China, pelo médico alemão Grunther Von Hagens, o médico usou corpos asiáticos, doados pelas próprias família orientais, para a proteção dos copos, todos faram plastificados A exposição tem em suas amostras 12 corpos humanos inteiros em 153 órgãos.